# Sinularia brassica
Sinularia brassica är en korallart som beskrevs av May 1898. Sinularia brassica ingår i släktet Sinularia och familjen läderkoraller. Inga underarter finns listade i Catalogue of Life.